# Can Solà (Mieres)
Can Solà és una masia situada al municipi de Mieres, a la comarca catalana de la Garrotxa.